# Урта-Булак
Уртабулакське газове родовище, часто згадуване як Уртабулак  або Урта-Булак (узб. Oʻrtabuloq, Уртабулоқ), знаходиться на території Узбекистану. Активна розробка родовища велася за радянських років.

## Катастрофа на родовищі
Див. також: Аварія на Уртабулакському газовому родовищі
Відомо у зв'язку з масштабною аварією — проривом зі свердловини газу під великим тиском і горінням газового факелу, що тривало більше двох років, — для усунення якої було успішно використано термоядерний вибух.